# Muscolo brachiale
Il muscolo brachiale è un muscolo anteroinferiore del braccio, posto in profondità rispetto al muscolo bicipite brachiale. Forma la parte superiore del pavimento della fossa cubitale nel gomito.

## Anatomia
Origina immediatamente al di sotto dell'inserzione del muscolo deltoide, dalle facce antero-mediale e antero-laterale dell'omero, fino all'epifisi distale dell'omero, e si porta in basso per inserirsi sulla tuberosità dell'ulna sulla faccia inferiore del processo coronoideo.

## Azione
È il più potente flessore dell'avambraccio. A differenza dell'altro flessore dell'avambraccio, il muscolo bicipite brachiale, non si inserisce sul radio, quindi non partecipa alla supinazione dell'avambraccio.

## Innervazione
Il muscolo brachiale è innervato dal nervo muscolocutaneo. Una piccola porzione laterale del muscolo è innervata dal nervo radiale.